# Monte-Carlo Rolex Masters 2013
Monte-Carlo Rolex Masters 2013 — тенісний турнір, що проходив на ґрунтових кортах у місті Рокбрюн-Кап-Мартен, Франція з 15 квітня. Належав до категорії ATP World Tour Masters 1000, був турніром серії Мастерс Монте-Карло 2013 року.

## Фінальна частина

### Одиночний розряд
Новак Джокович —  Рафаель Надаль 6–2, 7–6(7–1)

### Парний розряд
Жульєн Беннето /  Ненад Зімоньїч —  Боб Браян /  Майк Браян 4–6, 7–6(7–4), [14–12]